# Festival international du court métrage de Téhéran
Le Festival international du court métrage de Téhéran (TISFF) est un festival cinématographique qui se tient à Téhéran chaque année en octobre et met l'accent sur les courts métrages.
Le festival est fondé en 1983,. 

## Histoire
Le TISFF commence comme étant une section spéciale du Festival international du film de Fajr intitulée « Films 8 mm et 16 mm » de 1979 à 1982. Après la création de l'Iranian Youth Cinema Society (en), la section devient un festival de cinéma indépendant axé sur les courts métrages et le cinéma amateur pour soutenir les jeunes talents.      
À partir de 2020, c'est un festival qualifiant pour les Academy Awards (Oscars) et le gagnant du Grand Prix devient éligible pour l'Oscar.            